# Großer Preis von Italien 2007
Der Große Preis von Italien 2007 (offiziell Formula 1 Gran Premio d´Italia 2007) fand am 9. September auf dem Autodromo Nazionale di Monza in Monza statt und war das 13. Rennen der Formel-1-Weltmeisterschaft 2007.

## Berichte

### Hintergrund
Nach dem Großen Preis der Türkei führte Lewis Hamilton in der Fahrerwertung mit fünf Punkten vor Fernando Alonso und mit 15 Punkten vor Felipe Massa. In der Konstrukteurswertung führte McLaren-Mercedes mit 13 Punkten vor Ferrari und mit 72 Punkten vor BMW Sauber. Wegen Behinderung Hamiltons durch Alonso im Qualifying zum von Großen Preis von Ungarn waren McLaren-Mercedes die dort erzielten Punkte (15) in der Konstrukteurswertung aberkannt worden.
Mit Rubens Barrichello (zweimal) und David Coulthard (einmal) traten zwei ehemalige Sieger zu diesem Grand Prix an.

### Training
Im ersten freien Training fuhr Kimi Räikkönen mit 1:22,446 Minuten die schnellste Runde vor Massa und Hamilton.
Am Nachmittag fuhr Alonso mit 1:22,386 Minuten Bestzeit. Zweiter wurde Hamilton, Giancarlo Fisichella im Renault Dritter.
Im letzten freien Training wurde Alonso mit 1:22,054 Minuten erneut Erster, diesmal vor Hamilton und Massa.

### Qualifikation
Das Qualifying bestand aus drei Teilen mit einer Nettolaufzeit von 45 Minuten. Im ersten Qualifying-Segment (Q1) hatten die Fahrer 18 Minuten Zeit, um sich für das Rennen zu qualifizieren. Die besten 16 Fahrer erreichten den nächsten Teil. Alonso war Schnellster. Takuma Satō, Ralf Schumacher, Vitantonio Liuzzi, Coulthard und die beiden Spyker schieden aus.
Der zweite Abschnitt (Q2) dauerte 15 Minuten. Die schnellsten zehn Piloten qualifizierten sich für den dritten Teil des Qualifyings. Alonso war erneut Schnellster mit 1:21,356 Minuten. Mark Webber, Barrichello, Alexander Wurz, Anthony Davidson, Fisichella und Sebastian Vettel schieden aus.
Der letzte Abschnitt (Q3) ging über eine Zeit von zwölf Minuten, in denen die ersten zehn Startpositionen vergeben wurden. Alonso fuhr mit einer Rundenzeit von 1:21,997 Minuten die Bestzeit vor Hamilton und Massa und sicherte sich so seine 17. Pole-Position.

### Rennen
Alonso behielt beim Start die Führung, während Hamilton erfolglos versuchte, Massa hinter sich zu halten. Beim ersten Bremspunkt eroberte der Engländer die Position allerdings zurück, indem er den Ferrari-Piloten nach außen abdrängte, wobei eine leichte Berührung Hamilton dazu zwang, die Kurve abzukürzen. Die Aktion blieb allerdings ohne Strafe. Dahinter sortierten sich Räikkönen, Nick Heidfeld, Robert Kubica und Heikki Kovalainen ein. In der 2. Runde prallte Coulthard aufgrund eines mechanischen Defekts in der Curva Grande gegen eine Mauer. Das Safety-Car kam heraus und blieb vier Runden auf der Strecke.
In der 9. Runde ging Massa plötzlich an die Box, schied jedoch eine Runde später aus. Räikkönen rückte auf den dritten Platz vor, hatte aber eine höhere Treibstoffbelastung und lag nach 15 Runden nur 10 Sekunden von der Führung entfernt. Hamilton stoppte in Runde 18, Alonso kam zwei Runden später und überließ Räikkönen die Führung. Der Finne kam dann in Runde 25 zu seinem einzigen Tankstopp an die Box und kam hinter den beiden McLaren wieder auf die Strecke. Alonso war in dieser Phase deutlich schneller als Hamilton, baute die Führung aus und gab diese bis zum Ende nicht mehr ab.
In Runde 40 tankte Hamilton zum zweiten Mal und kehrte hinter Räikkönen auf die Strecke zurück. Zwei Runden später eroberte der Engländer mit einem schönen Überholmanöver am Bremspunkt der ersten Schikane erneut den zweiten Platz. Alonso absolvierte seinen zweiten Stopp in Ruhe und gewann zum vierten Mal in dieser Saison, als erster, der dies schaffte, wodurch der Rückstand in der Gesamtwertung auf drei Punkte auf Hamilton schmolz. Für Alonso war es der 19. Sieg in der Formel-1-Weltmeisterschaft. Die restlichen Punkteplatzierungen belegten Heidfeld, Kubica, Nico Rosberg, Kovalainen und Jenson Button.

## Meldeliste
| Team                        | Nr. | Fahrer               | Chassis           | Motor                | Reifen |
| --------------------------- | --- | -------------------- | ----------------- | -------------------- | ------ |
| Vodafone McLaren Mercedes   | 01  | Fernando Alonso      | McLaren MP4-22    | Mercedes-Benz 2.4 V8 | B      |
| Vodafone McLaren Mercedes   | 02  | Lewis Hamilton       | McLaren MP4-22    | Mercedes-Benz 2.4 V8 | B      |
| ING Renault F1 Team         | 03  | Giancarlo Fisichella | Renault R27       | Renault 2.4 V8       | B      |
| ING Renault F1 Team         | 04  | Heikki Kovalainen    | Renault R27       | Renault 2.4 V8       | B      |
| Scuderia Ferrari Marlboro   | 05  | Felipe Massa         | Ferrari F2007     | Ferrari 2.4 V8       | B      |
| Scuderia Ferrari Marlboro   | 06  | Kimi Räikkönen       | Ferrari F2007     | Ferrari 2.4 V8       | B      |
| Honda Racing F1 Team        | 07  | Jenson Button        | Honda RA107       | Honda 2.4 V8         | B      |
| Honda Racing F1 Team        | 08  | Rubens Barrichello   | Honda RA107       | Honda 2.4 V8         | B      |
| BMW Sauber F1 Team          | 09  | Nick Heidfeld        | BMW Sauber F1.07  | BMW 2.4 V8           | B      |
| BMW Sauber F1 Team          | 10  | Robert Kubica        | BMW Sauber F1.07  | BMW 2.4 V8           | B      |
| Panasonic Toyota Racing     | 11  | Ralf Schumacher      | Toyota TF107      | Toyota 2.4 V8        | B      |
| Panasonic Toyota Racing     | 12  | Jarno Trulli         | Toyota TF107      | Toyota 2.4 V8        | B      |
| Red Bull Racing             | 14  | David Coulthard      | Red Bull RB3      | Renault 2.4 V8       | B      |
| Red Bull Racing             | 15  | Mark Webber          | Red Bull RB3      | Renault 2.4 V8       | B      |
| AT&T Williams               | 16  | Nico Rosberg         | Williams FW29     | Toyota 2.4 V8        | B      |
| AT&T Williams               | 17  | Alexander Wurz       | Williams FW29     | Toyota 2.4 V8        | B      |
| Scuderia Toro Rosso         | 18  | Vitantonio Liuzzi    | Toro Rosso STR-02 | Ferrari 2.4 V8       | B      |
| Scuderia Toro Rosso         | 19  | Sebastian Vettel     | Toro Rosso STR-02 | Ferrari 2.4 V8       | B      |
| Etihad Aldar Spyker F1 Team | 20  | Adrian Sutil         | Spyker F8-VII     | Ferrari 2.4 V8       | B      |
| Etihad Aldar Spyker F1 Team | 21  | Sakon Yamamoto       | Spyker F8-VII     | Ferrari 2.4 V8       | B      |
| Super Aguri F1 Team         | 22  | Takuma Satō          | Super Aguri SA07  | Honda 2.4 V8         | B      |
| Super Aguri F1 Team         | 23  | Anthony Davidson     | Super Aguri SA07  | Honda 2.4 V8         | B      |

## Klassifikation

### Qualifying
| Pos. | Fahrer               | Konstrukteur       | Q1       | Q2       | Q3       | Start |
| ---- | -------------------- | ------------------ | -------- | -------- | -------- | ----- |
| 01   | Fernando Alonso      | McLaren-Mercedes   | 1:21,718 | 1:21,356 | 1:21,997 | 01    |
| 02   | Lewis Hamilton       | McLaren-Mercedes   | 1:21,956 | 1:21,746 | 1:22,034 | 02    |
| 03   | Felipe Massa         | Ferrari            | 1:22,309 | 1:21,993 | 1:22,549 | 03    |
| 04   | Nick Heidfeld        | BMW Sauber         | 1:23,107 | 1:22,466 | 1:23,174 | 04    |
| 05   | Kimi Räikkönen       | Ferrari            | 1:22,673 | 1:22,369 | 1:23,183 | 05    |
| 06   | Robert Kubica        | BMW Sauber         | 1:23,505 | 1:22,400 | 1:23,446 | 06    |
| 07   | Heikki Kovalainen    | Renault            | 1:23,107 | 1:23,134 | 1:24,102 | 07    |
| 08   | Nico Rosberg         | Williams-Toyota    | 1:23,333 | 1:22,748 | 1:24,382 | 08    |
| 09   | Jarno Trulli         | Toyota             | 1:23,724 | 1:23,107 | 1:24,555 | 09    |
| 10   | Jenson Button        | Honda              | 1:23,639 | 1:23,021 | 1:25,165 | 10    |
| 11   | Mark Webber          | Red Bull-Renault   | 1:23,575 | 1:23,166 | –        | 11    |
| 12   | Rubens Barrichello   | Honda              | 1:23,474 | 1:23,176 | –        | 12    |
| 13   | Alexander Wurz       | Williams-Toyota    | 1:23,739 | 1:23,209 | –        | 13    |
| 14   | Anthony Davidson     | Super Aguri-Honda  | 1:23,646 | 1:23,274 | –        | 14    |
| 15   | Giancarlo Fisichella | Renault            | 1:23,559 | 1:23,325 | –        | 15    |
| 16   | Sebastian Vettel     | Toro Rosso-Ferrari | 1:23,578 | 1:23,351 | –        | 16    |
| 17   | Takuma Satō          | Super Aguri-Honda  | 1:23,749 | –        | –        | 17    |
| 18   | Ralf Schumacher      | Toyota             | 1:23,787 | –        | –        | 18    |
| 19   | Vitantonio Liuzzi    | Toro Rosso-Ferrari | 1:23,886 | –        | –        | 19    |
| 20   | David Coulthard      | Red Bull-Renault   | 1:24,019 | –        | –        | 20    |
| 21   | Adrian Sutil         | Spyker-Ferrari     | 1:24,699 | –        | –        | 21    |
| 22   | Sakon Yamamoto       | Spyker-Ferrari     | 1:25,084 | –        | –        | 22    |

### Rennen
| Pos. | Fahrer               | Konstrukteur       | Runden | Stopps | Zeit        | Start | Schnellste Runde |
| ---- | -------------------- | ------------------ | ------ | ------ | ----------- | ----- | ---------------- |
| 01   | Fernando Alonso      | McLaren-Mercedes   | 53     | 2      | 1:18:37,806 | 01    | 1:22,871 (15.)   |
| 02   | Lewis Hamilton       | McLaren-Mercedes   | 53     | 2      | + 6,062     | 02    | 1:22,936 (17.)   |
| 03   | Kimi Räikkönen       | Ferrari            | 53     | 1      | + 27,325    | 05    | 1:23,370 (21.)   |
| 04   | Nick Heidfeld        | BMW Sauber         | 53     | 2      | + 56,562    | 04    | 1:23,681 (19.)   |
| 05   | Robert Kubica        | BMW Sauber         | 53     | 2      | + 1:00,558  | 06    | 1:23,908 (22.)   |
| 06   | Nico Rosberg         | Williams-Toyota    | 53     | 1      | + 1:05,810  | 08    | 1:24,472 (52.)   |
| 07   | Heikki Kovalainen    | Renault            | 53     | 2      | + 1:06,751  | 07    | 1:24,226 (53.)   |
| 08   | Jenson Button        | Honda              | 53     | 1      | + 1:12,168  | 10    | 1:24,532 (32.)   |
| 09   | Mark Webber          | Red Bull-Renault   | 53     | 1      | + 1:15,879  | 11    | 1:24,824 (46.)   |
| 10   | Rubens Barrichello   | Honda              | 53     | 1      | + 1:16,958  | 12    | 1:24,767 (52.)   |
| 11   | Jarno Trulli         | Toyota             | 53     | 1      | + 1:17,736  | 9     | 1:24,622 (49.)   |
| 12   | Giancarlo Fisichella | Renault            | 52     | 1      | + 1 Runde   | 15    | 1:24,849 (32.)   |
| 13   | Alexander Wurz       | Williams-Toyota    | 52     | 1      | + 1 Runde   | 13    | 1:25,000 (42.)   |
| 14   | Anthony Davidson     | Super Aguri Honda  | 52     | 1      | + 1 Runde   | 14    | 1:25,116 (46.)   |
| 15   | Ralf Schumacher      | Toyota             | 52     | 1      | + 1 Runde   | 18    | 1:24,951 (49.)   |
| 16   | Takuma Satō          | Super Aguri-Honda  | 52     | 1      | + 1 Runde   | 17    | 1:24,669 (49.)   |
| 17   | Vitantonio Liuzzi    | Toro Rosso-Ferrari | 52     | 1      | + 1 Runde   | 19    | 1:25,373 (45.)   |
| 18   | Sebastian Vettel     | BMW Sauber         | 52     | 2      | + 1 Runde   | 16    | 1:25,313 (47.)   |
| 19   | Adrian Sutil         | Spyker-Ferrari     | 52     | 2      | + 1 Runde   | 21    | 1:25,377 (30.)   |
| 20   | Sakon Yamamoto       | Spyker-Ferrari     | 52     | 2      | + 1 Runde   | 22    | 1:25,478 (34.)   |
| –    | Felipe Massa         | Ferrari            | 10     | 1      | DNF         | 03    | 1:23,971 (08.)   |
| –    | David Coulthard      | Red Bull-Renault   | 1      | 0      | DNF         | 20    | –                |

## WM-Stände nach dem Rennen
Die ersten acht des Rennens bekamen 10, 8, 6, 5, 4, 3, 2 bzw. 1 Punkt(e).

### Fahrerwertung
| Pos. | Fahrer               | Konstrukteur     | Punkte |
| ---- | -------------------- | ---------------- | ------ |
| 01   | Lewis Hamilton       | McLaren-Mercedes | 92     |
| 02   | Fernando Alonso      | McLaren-Mercedes | 89     |
| 03   | Kimi Räikkönen       | Ferrari          | 74     |
| 04   | Felipe Massa         | Ferrari          | 69     |
| 05   | Nick Heidfeld        | BMW Sauber       | 52     |
| 06   | Robert Kubica        | BMW Sauber       | 33     |
| 07   | Heikki Kovalainen    | Renault          | 21     |
| 08   | Giancarlo Fisichella | Renault          | 17     |
| 09   | Alexander Wurz       | Williams-Toyota  | 13     |
| 10   | Nico Rosberg         | Williams-Toyota  | 12     |
| 11   | Mark Webber          | Red Bull-Renault | 8      |
| 12   | David Coulthard      | Red Bull-Renault | 8      |
| 13   | Jarno Trulli         | Toyota           | 7      |

| Pos. | Fahrer             | Konstrukteur                    | Punkte |
| ---- | ------------------ | ------------------------------- | ------ |
| 14   | Ralf Schumacher    | Toyota                          | 5      |
| 15   | Takuma Satō        | Super Aguri-Honda               | 4      |
| 16   | Jenson Button      | Honda                           | 2      |
| 17   | Sebastian Vettel   | BMW Sauber / Toro Rosso-Ferrari | 1      |
| 18   | Rubens Barrichello | Honda                           | 0      |
| 19   | Scott Speed        | Toro Rosso-Ferrari              | 0      |
| 20   | Anthony Davidson   | Super Aguri-Honda               | 0      |
| 21   | Adrian Sutil       | Spyker-Ferrari                  | 0      |
| 22   | Christijan Albers  | Spyker-Ferrari                  | 0      |
| 23   | Vitantonio Liuzzi  | Toro Rosso-Ferrari              | 0      |
| 24   | Sakon Yamamoto     | Spyker-Ferrari                  | 0      |
| –    | Markus Winkelhock  | Spyker-Ferrari                  | 0      |

### Konstrukteurswertung
| Pos. | Konstrukteur     | Punkte |
| ---- | ---------------- | ------ |
| 01   | McLaren-Mercedes | 181    |
| 02   | Ferrari          | 143    |
| 03   | BMW Sauber       | 86     |
| 04   | Renault          | 38     |
| 05   | Williams-Toyota  | 25     |
| 06   | Red Bull-Renault | 16     |

| Pos. | Konstrukteur       | Punkte |
| ---- | ------------------ | ------ |
| 07   | Toyota             | 12     |
| 08   | Super Aguri-Honda  | 4      |
| 09   | Honda              | 2      |
| 10   | Toro Rosso-Ferrari | 0      |
| 11   | Spyker-Ferrari     | 0      |

Anmerkungen

1. ↑  Wegen Behinderung von Hamilton durch Alonso beim Qualifying zum Großen Preis von Ungarn wurden McLaren-Mercedes die dort erzielten Punkte (15) in der Konstrukteurswertung aberkannt.